# 华林山镇
华林山镇是中华人民共和国江西省宜春市高安市下辖的一个镇。

## 行政区划
华林山镇下辖以下村级行政区划单位：
下观街社区、艮山村、茶溪村、柏树村、朱家村、富楼村、半岭村、东溪村、李口村、陈家村、苏家村和费家村。